# Лас-Торрес-де-Котільяс
Лас-Торрес-де-Котільяс (ісп. Las Torres de Cotillas) — муніципалітет в Іспанії, у складі автономної спільноти Мурсія. Населення — 21 282 особи (2010).
Муніципалітет розташований на відстані близько 340 км на південний схід від Мадрида, 11 км на північний захід від Мурсії.
На території муніципалітету розташовані такі населені пункти: (дані про населення за 2010 рік)
- Кампо-де-Абахо: 205 осіб
- Кампо-де-Арріба: 214 осіб
- Лос-Карамбас: 113 осіб
- Ла-Кондоміна: 176 осіб
- Котільяс-Антигуа: 152 особи
- Ель-Кото: 530 осіб
- Ла-Флорида: 743 особи
- Уерта-де-Абахо: 229 осіб
- Уерта-де-Арріба: 62 особи
- Ла-Лома: 187 осіб
- Лос-Матіас: 54 особи
- Ла-Медіа-Легуа: 347 осіб
- Паго-Тосіно: 81 особа
- Лас-Парселас: 166 осіб
- Парке-де-лас-Пальмерас: 562 особи
- Лос-Пульпітес: 516 осіб
- Ель-Родео-де-ла-Ерміта: 0 осіб
- Лас-Торрес-де-Котільяс: 16468 осіб
- Рінкон-де-лас-Делісіас: 24 особи
- Лос-Ромерос: 453 особи

## Демографія
Динаміка населення (INE ):

## Галерея зображень

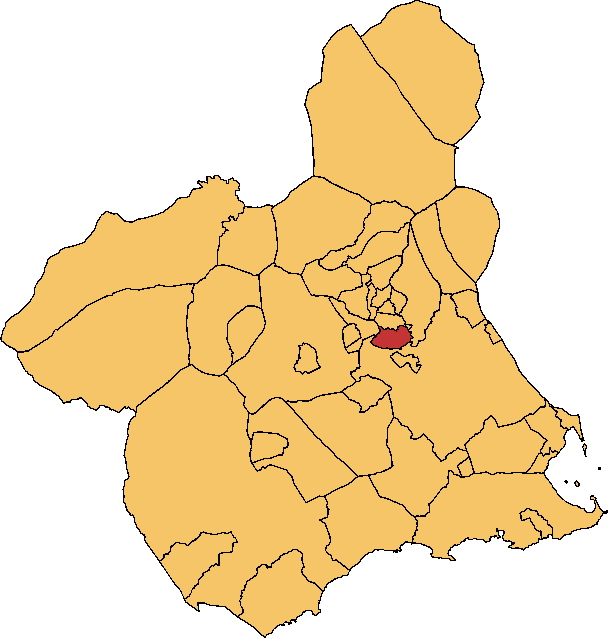
Розташування муніципалітету у провінції Мурсія
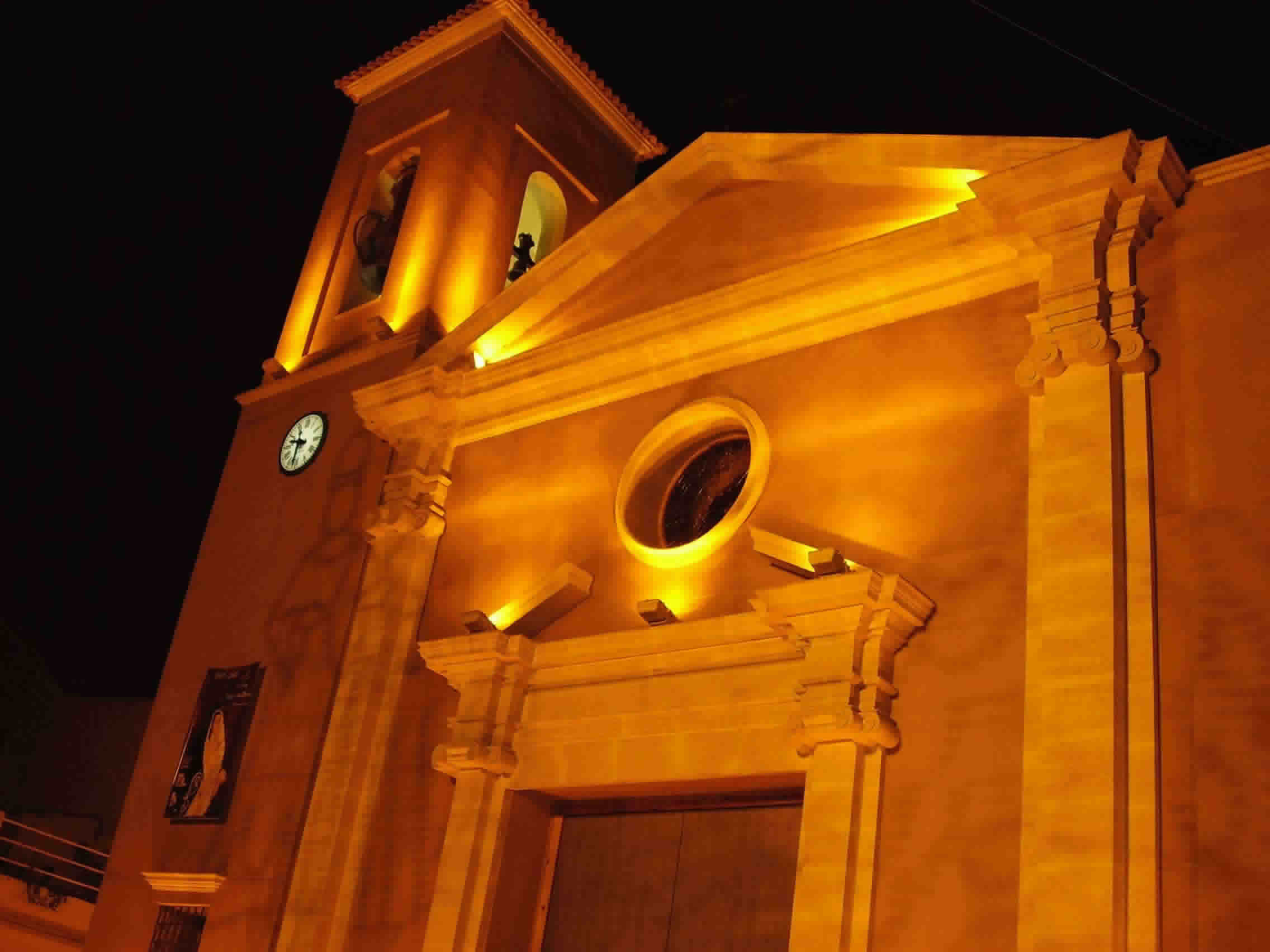
Церква Нуестра-Сеньйора-де-ла-Сальседа